# Marco Egnazio Rufo
Marco Egnazio Rufo (fl. I secolo a.C.) è stato un senatore romano.

## Biografia
Rivestì le cariche di edile e pretore nei primi anni del principato di Augusto e acquisì un crescente favore popolare sfruttando abilmente le sue cariche politiche, soprattutto attraverso l'importante ruolo ricoperto nel controllo e nella prevenzione degli incendi.
Con il sostegno della fama raggiunta, presentò la sua candidatura al consolato per il 19 a.C., in dissenso rispetto alle scelte di Augusto che ormai controllava, di fatto, le elezioni comiziali.
Proprio in questo frangente, però, venne scoperta, in seguito a delazioni, una congiura ordita da Egnazio Rufo per uccidere il principe e nascondere, così, le infrazioni finora commesse nel suo cursus honorum (troppo rapido rispetto ai principi di legge). In seguito a questa scoperta, Egnazio venne immediatamente arrestato e probabilmente ucciso sommariamente, prima che si svolgessero le elezioni per il consolato.
Negli anni successivi, Augusto avrà cura di riformare la gestione degli incendi, per sottrarre questo incarico all'ambizione di potenziali competitori politici, e di rendere di fatto impossibile la presentazione di candidature a lui sgradite nelle elezioni presso i comitia.
Anche la memoria di Egnazio Rufo subì un'operazione propagandistica, al fine di promuovere l'immagine di Augusto come difensore dello stato contro ogni potenziale pericolo eversivo; in realtà, secondo la storiografia critica, quella di Egnazio Rufo non fu una vera e propria congiura, ma piuttosto un tentativo, probabilmente l'ultimo, ordito da una parte dell'aristocrazia senatoriale di rivendicare maggiori spazi di libertà nell'ambito di un regime, quello augusteo, di fatto sempre più votato all'autocrazia assolutistica.